# Mühlviertler Straße
Die Mühlviertler Straße B 310 ist eine  Landesstraße in Österreich. Sie verbindet auf einer Länge von rund 15 Kilometern (ehemals 37,0 Kilometer) die Mühlviertler Schnellstraße S 10 mit der Staatsgrenze nach Tschechien. Die Straße wurde ursprünglich als Prager Straße B 125 bezeichnet, 1999 jedoch in B 310 umbenannt, da sie als Schnellstraße ausgebaut werden sollte.
Die Mühlviertler Straße verlief zwischen 1999 und 2015 von der A-7-Anschlussstelle Unterweitersdorf durch das Mühlviertel nach Freistadt und weiter bis zur Staatsgrenze nach Tschechien. Dort wird sie als Dálnice 3 nach Prag fortgesetzt. Seit dem Neubau der S 10 (Verkehrsfreigabe Dezember 2015) beginnt die Mühlviertler Straße bei der Anschlussstelle Freistadt Nord und führt bis zur Staatsgrenze, umfasst somit nur mehr etwa 15 Kilometer.
Die Mühlviertler Straße ist Bestandteil der Europastraße 55 von Schweden nach Griechenland.
In Österreich ist es üblich, dass Landesstraßen, die in Schnellstraßen umgebaut werden sollen, zunächst eine Nummer der B-300er-Gruppe erhalten, wobei die letzten beiden Stellen ihrer Nummer als Schnellstraße entsprechen.